# Текила (муниципалитет)
Текила (исп. Tequila) — муниципалитет в Мексике, в штате Халиско, с административным центром в одноимённом городе. Численность населения, по данным переписи 2020 года, составила 44 353 человека.

## Общие сведения
Название Tequila с языка науатль можно перевести как: место сбора дани или место, где режут.
Площадь муниципалитета равна 1693 км², что составляет 2,2 % от общей площади штата, а наиболее высоко расположенное поселение Лос-Ранчитос находится на высоте 2189 метров.
Текила граничит с другими муниципалитетами штата Халиско: на севере с Сан-Мартин-де-Боланьосом, на востоке с Сан-Кристобаль-де-ла-Барранкой и Кабо-Коррьентесом, на юго-востоке с Аматитаном, на юге с Ауалулько-де-Меркадо, на западе с Магдалена-де-Халиско и Остотипакильо, а также граничит с другими штатами Мексики: на северо-востоке с Сакатекасом и на северо-западе с Наяритом.

## Учреждение и состав
Муниципалитет был образован в 1824 году, по данным 2020 года в его состав входит 156 населённых пунктов, самые крупные из которых:
| Код INEGI                  | Населённый пункт                                                                           | Численность населения (2005 год) | Численность населения (2010 год) | Численность населения (2020 год) |
| -------------------------- | ------------------------------------------------------------------------------------------ | -------------------------------- | -------------------------------- | -------------------------------- |
| 094                        | Всего                                                                                      | 38534                            | 40697                            | 44353                            |
| 0001                       | Текила (исп. Tequila) 20°52′46″ с. ш. 103°50′08″ з. д. (административный центр)            | 26809                            | 29203                            | 31115                            |
| 0124                       | Эль-Сальвадор (исп. El Salvador) 21°01′02″ с. ш. 103°42′56″ з. д.                          | 2482                             | 2502                             | 3171                             |
| 0144                       | Санта-Тереса (исп. Santa Teresa) 20°54′59″ с. ш. 103°53′31″ з. д.                          | 1336                             | 1360                             | 1466                             |
| 0765                       | Эль-Камичин (исп. IPROVIPE I (El Camichín)) 20°53′11″ с. ш. 103°49′29″ з. д.               | 26                               | 112                              | 1115                             |
| 0138                       | Сан-Мартин-де-лас-Каньяс (исп. San Martín de las Cañas) 20°56′47″ с. ш. 103°51′29″ з. д.   | 780                              | 798                              | 776                              |
| 0077                       | Эль-Мединеньо (исп. El Medineño) 20°52′02″ с. ш. 103°46′48″ з. д.                          | 548                              | 625                              | 665                              |
| 0661                       | Хосефа-Ортис-де-Домингес (исп. Josefa Ortíz de Domínguez) 20°54′02″ с. ш. 103°49′58″ з. д. | 353                              | 479                              | 630                              |
| —                          | Прочие                                                                                     | 6200                             | 5618                             | 5415                             |
| Названия на карте Генштаба |                                                                                            |                                  |                                  |                                  |

## Экономическая деятельность
По статистическим данным 2000 года, работоспособное население занято по секторам экономики в следующих пропорциях:
- сельское хозяйство, животноводство и рыбная ловля — 22,6 %;
- промышленность и строительство — 34,3 %;
- торговля, сферы услуг и туризма — 41 %;
- безработные — 2,1 %.

## Инфраструктура
По статистическим данным 2020 года, инфраструктура развита следующим образом:
- электрификация: 98,6 %;
- водоснабжение: 86,1 %;
- водоотведение: 98 %.